# Тамаринд
Тамаринд (Tamarindus indica, от арабското تمر هندي, „индийска фурма“) е тропическо вечнозелено дърво или храст между 12 и 18 m.
Тамариндът е член на семейство Бобови и е най-широко разпространеният тропически плод в света според компанията Purdue. Известен е с много различни имена, в зависимост от региона. Тамариндовите дърветата се култивират не само заради плодовете си, но и като декоративни насаждения.
Дървото най-вероятно произхожда от Централна и Източна Африка и Мадагаскар, но някои изследователи предполагат, че тамариндът всъщност произхожда от Индия и е пренесен в Африка от персийски и арабски търговци. Името идва от арабски и означава индийска фурма. Плодът носи това име заради приликата си със сушени фурми.

## Производство и използване
Има сладки и кисели сортове тамаринд, като киселите сортове представляват около 95 на сто от световното производство. Индия е водещ производител в Азия. Тайланд следва Индия по производство, но произвежда повече сладки сортове. Тамариндовите плодове имат най-високото съдържание на винена киселина. Плодът се използва в производството на сосове, преработени храни, сиропи, консерви, туршии, напитки и къри. Tези плодове се използват и като зеленчук. Плодът може да се използва срещу треска, чревни разстройства и скорбут; тя се използва и в медикаменти за намаляване на кръвната захар.
От неговите плодове се правят слабителни лекарства, а дървесината му се употребява за направата на мебели.
В Азия и Латинска Америка се използва като храна и подправка.